# Engelmannsbrunn
Engelmannsbrunn ist eine ehemalige Gemeinde und nunmehr Katastralgemeinde der Marktgemeinde Kirchberg am Wagram im Bezirk Tulln in Niederösterreich.

## Geographie
Die Katastralgemeinde Engelmannsbrunn liegt am Rande des Tullnerfelds in einem vom Wagram herabführenden Tal.

## Geschichte
Schon 1280 wurde ein Ulrich von Engelsmannbrunn urkundlich erwähnt.
1838 hatte der Ort 565 Einwohner. Bis 1848 war der Ort mehrfach geteilt und Häusergruppen unterstanden gleich vier Herrschaftsbesitzern, nämlich Schloss Grafenegg, Schloss Winklberg, Stift Göttweig und der Herrschaft Bierbaum.
Um 1860 hatte die Gemeinde 479 Einwohner. 1946 hatte die damals 7,89 km² große Gemeinde 440 Einwohner.
Laut Adressbuch von Österreich waren im Jahr 1938 in der Ortsgemeinde Engelmannsbrunn ein Binder, ein Buchhändler, ein Gastwirt, zwei Gemischtwarenhändler, ein Müller, ein Sattler, zwei Schmiede, drei Schneiderinnen, drei Schuster, ein Tischler und zahlreiche Landwirte ansässig.

## Bekannte Personen
- Franz Einzinger (* 1952), Sektionschef im Bundesministerium für Inneres

## Galerie

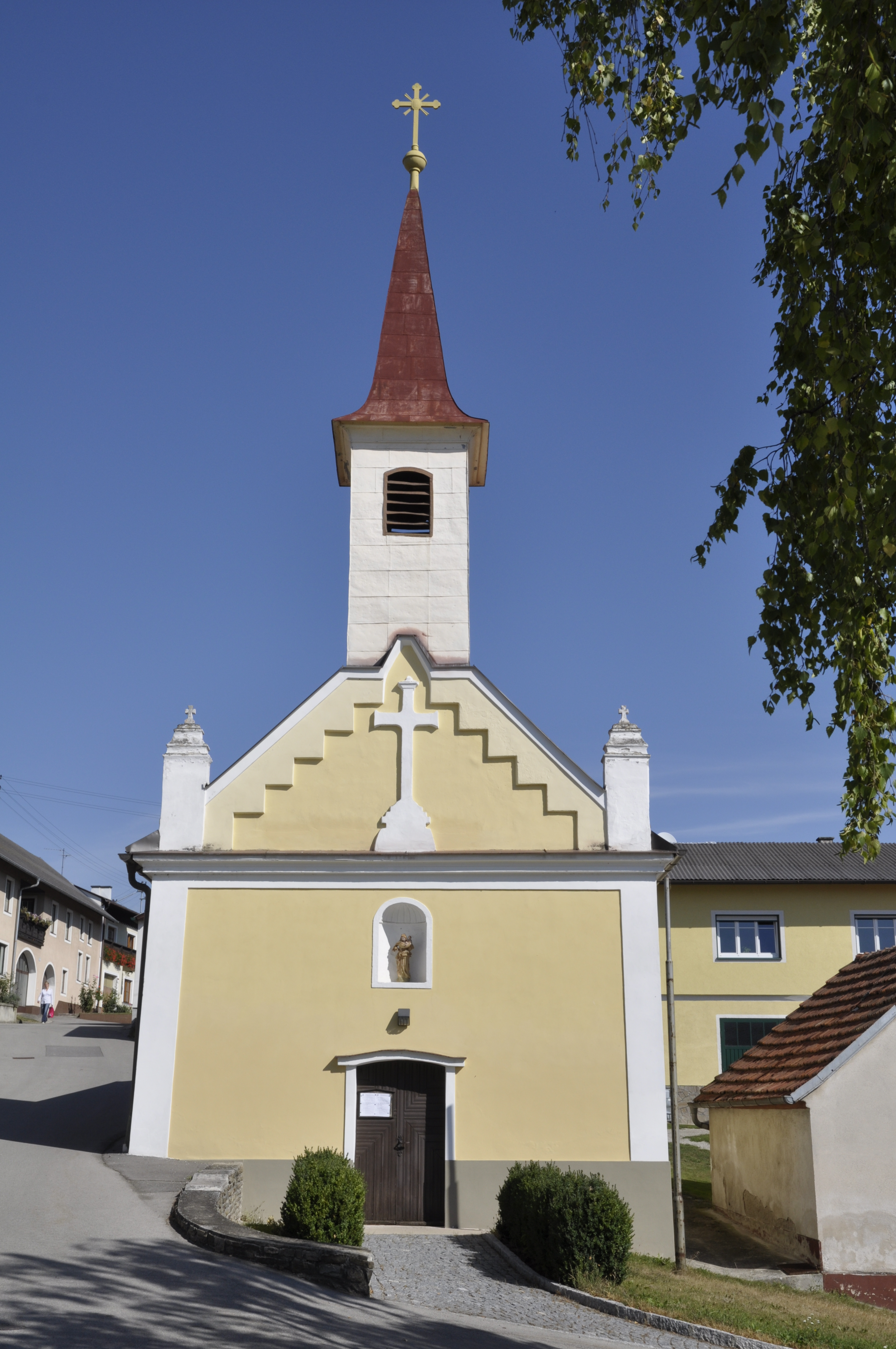
Ortskapelle
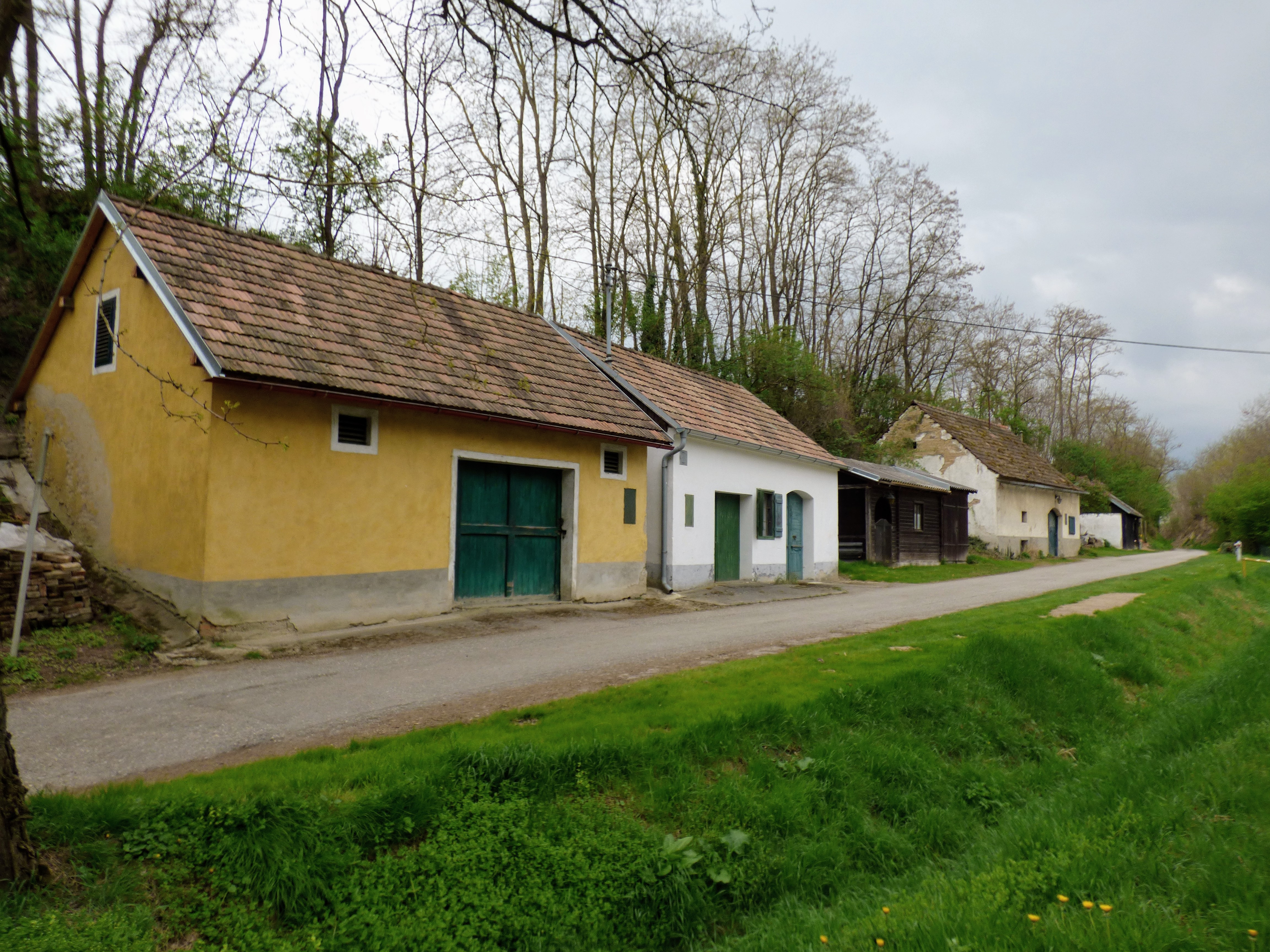
Keller am nordwestlichen Ortsrand